# Érick Zonca
Érick Zonca (n. Orleans; 10 de septiembre de 1956), guionista y director de cine francés. 

## Biografía
Los padres de Érick Zonca eran de origen italiano. Tras cursar algunos estudios de filosofía que nunca concluyó y cursos de teatro, marcha a Nueva York, donde viviría cuatro años de pequeños trabajos, regresando a Francia a la edad de 30 años. Consiguió seguidamente un puesto para un film institucional, trabajando después como ayudante en comedias de situación. Como director autodidacta, realiza su primer cortometraje en 1992 antes de que lo conociéramos por su primera película, La vida soñada de los ángeles, un éxito inmediatamente recompensado por el Premio César a la mejor película en 1999.
No dirigió ninguna otra película durante diez años hasta su segunda obra, trabajando entre tanto para la publicidad y escribiendo el guion de Julia, mientras él mismo sufría problemas con el Alcohol.

## Filmografía

### Como director
- 2008 : Julia.
- 1998 : El pequeño ladrón (Le Petit Voleur).
- 1998 : La vida soñada de los ángeles (La Vie rêvée des anges).
- 1997 : Seule - Cortometraje.
- 1993 : Eternelles - Cortometraje.
- 1992 : Rives - Cortometraje.

### Guionista
- 2000 : El secreto.
- 1998 : El pequeño ladrón.
- 1998 : La vida soñada de los ángeles, César a la mejor película.
- 1997 : Seule - Cortometraje.

## Premios
- 1999 : César a la mejor película por La vida soñada de los ángeles.
- 1999 : Nominación al César al mejor director por La vida soñada de los ángeles.
- 1999 : Nominación al César al mejor guion original o adaptación por La vida soñada de los ángeles.
- 1999 : Nominación al César a la mejor ópera prima por La vida soñada de los ángeles.